# 大洋站 (茨城縣)
大洋站（日语：／ Taiyō eki */?）是位於茨城縣鉾田市汲上2676番3號，鹿島臨海鐵道的大洗鹿島線車站。
此站位於鉾田市南部（舊·大洋村）的中心車站，鄰近鉾田市政廳大洋分所（舊·大洋村公所）。

## 歷史
- 1985年（昭和60年）3月14日 - 大洗鹿島線開通，此站啟用。

## 車站構造
此站是地面車站，設有1面2線的島式月台。此站是無人車站。

### 月台
| 月台 | 路線        | 上下行 | 方向                   |
| ---- | ----------- | ------ | ---------------------- |
| 1    | ■大洗鹿島線 | 下行   | 鹿島神宮方向           |
| 2    | ■大洗鹿島線 | 上行   | 新鉾田、大洗、水戶方向 |

## 在此站的運行形態
- 上行（新鉾田、大洗、水戶方向）
  - 日間設有大約每小時1班普通列車（前往水戶）停靠[1]。
- 下行（鹿島大野、鹿島神宮方向）
  - 日間設有大約每小時1-2班普通列車（前往鹿島神宮）停靠[1]。

## 使用狀況
| 1日上下車人次變化 | 1日上下車人次變化 |
| 年度              | 1日平均人次       |
| ----------------- | ----------------- |
| 2011年            | 208               |
| 2012年            | 274               |
| 2013年            | 250               |
| 2014年            | 244               |
| 2015年            | 239               |

## 車站周邊
- 國道51號
- 國道354號
- 茨城縣道242號鉾田鹿嶋線（日语：茨城県道242号鉾田鹿嶋線）
- 鉾田市政廳大洋綜合分所（旧・大洋村（日语：大洋村）公所）
- 汲上郵局
- 水戶信用金庫（日语：水戸信用金庫）大洋分店
- 早安乳業（日语：オハヨー乳業）關東工場
- 櫟之森運動公園

## 相鄰車站
鹿島臨海鐵道
■大洗鹿島線
北浦湖畔－大洋－鹿島灘

## 注腳
1. 1 2  大洋駅時刻表.駅探 （页面存档备份，存于）（日語）
2. ↑  国土数値情報(駅別乗降客数データ)  （页面存档备份，存于）（日語） - 國土交通省，2019年7月3日參閲

## 外部連結
- 大洋 | 鹿島臨海鐵道株式會社 （页面存档备份，存于）（日語）